# Argyrolobium sutherlandii
Argyrolobium sutherlandii är en ärtväxtart som beskrevs av William Henry Harvey. Argyrolobium sutherlandii ingår i släktet Argyrolobium och familjen ärtväxter. Inga underarter finns listade i Catalogue of Life.